# متنزه غابة بيليل
حديقة غابة بيليل هي حديقة غابات تقع في غامبيا. تأسست في الأول من يناير عام 1954، وتبلغ مساحتها 449.2 هكتارًا.
يبلغ متوسط ارتفاع التضاريس فوق مستوى سطح البحر 28 مترًا.